# Volleybalclub Sneek 2023-2024
Questa voce raccoglie le informazioni riguardanti il Volleybalclub Sneek nelle competizioni ufficiali della stagione 2023-2024.

## Stagione
Il Volleybalclub Sneek partecipa alla stagione 2023-24 con la denominazione sponsorizzata Friso Sneek.
Partecipa alla Eredivisie, dove ottiene il primo posto al termine della regular season, andando poi a conquistare il suo quarto scudetto nella finale contro l'Utrecht. Nelle altre competizioni domestiche ottiene la vittoria della sua terza Supercoppa olandese, sconfiggendo lo Sliedrecht, mentre nella Coppa dei Paesi Bassi viene eliminato agli ottavi di finale per mano dell'Utrecht.
In ambito europeo è di scena in Challenge Cup, senza andare oltre i trentaduesimi di finale, estromesso dal torneo dalle ceche dell'Olymp Praha.

## Organigramma societario
Area direttiva
- Presidente: Han Mulder
- Team manager: Carolina Stilma

Area tecnica
- Allenatore: Erik Rijtsma
- Secondo allenatore: Henriëtte ter Steege
- Assistente allenatore: Bert Brands, Hong Zhao
- Scoutman: Sharon Olsman, Lisan Siemonsma
- Mental coach: Gijs Visser

Area sanitaria
- Fisioterapista: Janine Reekers

## Rosa
| N° | Nome               | Ruolo | Data di nascita   | Nazionalità sportiva |
| -- | ------------------ | ----- | ----------------- | -------------------- |
| 1  | Geldou de Boer     | L     | 26 settembre 1996 | Paesi Bassi          |
| 2  | Rixt Scholten      | S     | 31 dicembre 2003  | Paesi Bassi          |
| 3  | Lisan Siemonsma    | C     | 15 ottobre 1998   | Paesi Bassi          |
| 4  | Fleur Wiersma      | C     | 17 febbraio 2000  | Paesi Bassi          |
| 5  | Rosa Entius        | S     | 17 settembre 2003 | Paesi Bassi          |
| 6  | Pleun van der Pijl | S     | 11 gennaio 2003   | Paesi Bassi          |
| 7  | Nynke Hofstede     | C     | 26 luglio 1997    | Paesi Bassi          |
| 8  | Britt Schreurs     | O     | 2 maggio 1998     | Paesi Bassi          |
| 9  | Iris Oosterbaan    | P     | 27 febbraio 2004  | Paesi Bassi          |
| 11 | Annika de Goede    | O     | 23 agosto 2003    | Paesi Bassi          |
| 12 | Anniek Siebring    | S     | 13 maggio 1997    | Paesi Bassi          |
| 13 | Nynke Oud          | P     | 29 marzo 1994     | Paesi Bassi          |
| 14 | Rixt van der Wal   | C     | 3 aprile 2003     | Paesi Bassi          |
| 10 | Sjanet Wijnia      | L     | 17 dicembre 1998  | Paesi Bassi          |
| -  | Noa de Haas        | P     | 30 dicembre 2003  | Paesi Bassi          |
| -  | Eline Geerdink     | C     | 3 maggio 2000     | Paesi Bassi          |
| -  | Sietske Osinga     | C     | 4 novembre 1993   | Paesi Bassi          |
| -  | Pleun Strikwerda   | S     | -                 | Paesi Bassi          |
| -  | Roos van Wijnen    | S     | 30 marzo 1992     | Paesi Bassi          |
| -  | Maureen Westerhof  | L     | -                 | Paesi Bassi          |
| -  | Suze Zijlstra      | S     | 16 marzo 2007     | Paesi Bassi          |

## Risultati

### Coppa dei Paesi Bassi
| Ottavi di finale - 23 dicembre 2023 Sneker Sporthal, Sneek | Sneek | 2 - 3 | Utrecht | 25-27, 25-12, 19-25, 25-21, 15-17 |

### Supercoppa olandese
| Finale - 1º ottobre 2023 Sneker Sporthal, Sneek | Sneek | 3 - 1 | Sliedrecht | 25-23, 25-10, 24-26, 31-29 |

### Challenge Cup
| Trentaduesimi di finale (andata) - 11 ottobre 2023 Sneker Sporthal, Sneek  | Sneek       | 1 - 3 | Olymp Praha | 18-25, 28-26, 18-25, 21-25 |
| Trentaduesimi di finale (ritorno) - 10 ottobre 2023 Sneker Sporthal, Sneek | Olymp Praha | 3 - 0 | Sneek       | 25-14, 25-16, 25-20        |

## Statistiche

### Statistiche di squadra
| Competizione          | Punti | In casa | In casa | In casa | In trasferta | In trasferta | In trasferta | Totale | Totale | Totale |
| Competizione          | Punti | G       | V       | P       | G            | V            | P            | G      | V      | P      |
| --------------------- | ----- | ------- | ------- | ------- | ------------ | ------------ | ------------ | ------ | ------ | ------ |
| Eredivisie            | 45/15 | 14      | 11      | 3       | 14           | 12           | 2            | 28     | 23     | 5      |
| Coppa dei Paesi Bassi | -     | 1       | 0       | 1       | 0            | 0            | 0            | 1      | 0      | 1      |
| Supercoppa olandese   | -     | -       | -       | -       | -            | -            | -            | 1      | 1      | 0      |
| Challenge Cup         | -     | 1       | 0       | 1       | 1            | 0            | 1            | 2      | 0      | 2      |
| Totale                | -     | 16      | 11      | 5       | 15           | 12           | 3            | 32     | 24     | 8      |

### Statistiche dei giocatori
| Giocatrice      | Eredivisie | Eredivisie | Eredivisie | Eredivisie | Eredivisie | Challenge Cup | Challenge Cup | Challenge Cup | Challenge Cup | Challenge Cup |
| Giocatrice      | P          | PT         | AV         | MV         | BV         | P             | PT            | AV            | MV            | BV            |
| --------------- | ---------- | ---------- | ---------- | ---------- | ---------- | ------------- | ------------- | ------------- | ------------- | ------------- |
| G. de Boer      | ?          | 0          | 0          | 0          | 0          | 1             | 0             | 0             | 0             | 0             |
| A. de Goede     | ?          | 69         | 48         | 11         | 10         | 1             | 11            | 10            | 1             | 0             |
| N. de Haas      | ?          | 0          | 0          | 0          | 0          | -             | -             | -             | -             | -             |
| R. Entius       | ?          | 333        | 296        | 19         | 18         | 1             | 5             | 5             | 0             | 0             |
| E. Geerdink     | ?          | 1          | 1          | 0          | 0          | -             | -             | -             | -             | -             |
| N. Hofstede     | ?          | 184        | 103        | 53         | 28         | 1             | 9             | 6             | 3             | 0             |
| I. Oosterbaan   | ?          | 1          | 1          | 0          | 0          | 1             | 0             | 0             | 0             | 0             |
| S. Osinga       | ?          | 11         | 4          | 7          | 0          | -             | -             | -             | -             | -             |
| N. Oud          | ?          | 166        | 74         | 49         | 43         | 1             | 11            | 7             | 1             | 3             |
| R. Scholten     | ?          | 20         | 17         | 1          | 2          | 1             | 2             | 1             | 0             | 1             |
| B. Schreurs     | ?          | 189        | 151        | 9          | 29         | 1             | 8             | 6             | 1             | 1             |
| A. Siebring     | ?          | 227        | 179        | 23         | 25         | 1             | 12            | 7             | 2             | 3             |
| L. Siemonsma    | ?          | 32         | 17         | 9          | 6          | 0             | 0             | 0             | 0             | 0             |
| P. Strikwerda   | ?          | 0          | 0          | 0          | 0          | -             | -             | -             | -             | -             |
| P. van der Pijl | ?          | 142        | 119        | 13         | 10         | 1             | 3             | 3             | 0             | 0             |
| R. van der Wal  | ?          | 323        | 194        | 105        | 24         | 1             | 12            | 8             | 4             | 0             |
| M. Westerhof    | ?          | 0          | 0          | 0          | 0          | -             | -             | -             | -             | -             |
| F. Wiersma      | ?          | 35         | 19         | 9          | 7          | 1             | 1             | 1             | 0             | 0             |
| S. Wijnia       | ?          | 0          | 0          | 0          | 0          | 1             | 0             | 0             | 0             | 0             |
| S. Zijlstra     | ?          | 0          | 0          | 0          | 0          | -             | -             | -             | -             | -             |

P = presenze; PT = punti totali; AV = attacchi vincenti; MV = muri vincenti; BV = battute vincenti

NB: Non sono disponibili i dati relativi alla Coppa dei Paesi Bassi, alla Supercoppa olandese e, di conseguenza, quelli totali